# سلیم مالزیایی
سلیم مالزیایی (نام علمی: Charadrius peronii) نام یک گونه از سرده سلیم‌های طوق‌دار است.